# Mellicta felkeli
Mellicta felkeli är en fjärilsart som beskrevs av Hermann Stauder 1922. Mellicta felkeli ingår i släktet Mellicta och familjen praktfjärilar. Inga underarter finns listade i Catalogue of Life.